# Сливє (Хрпелє-Козина)
Сливє (словен. Slivje) — поселення в общині Хрпелє-Козина, Регіон Обално-крашка, Словенія. Висота над рівнем моря: 583,9 м. Розташоване біля кордону з Хорватією.